# Thomas Gerlach (Designer)
Thomas Gerlach (* 1960) ist ein deutscher Industriedesigner, Professor an der Hochschule Pforzheim, Unternehmer sowie ehemaliger Geschäftsführer und Europapräsident von frog design.

## Leben
Bekannt wurden seine Arbeiten für Apple, Sony, Fissler  oder NeXT.
Nach seiner Zeit als Chefdesigner und Geschäftsführer von frog design wurde er 1992 zum Unternehmer: mit dem Multi-Channel-Unternehmen via4 Design werden zahlreiche internationale Unternehmen in der Entwicklung ihrer Marken, in der Gestaltung der Produkte und in deren Kommunikation beraten.
Darüber hinaus ist Gerlach Professor an der Hochschule Pforzheim und leitet die Ausbildung zum Master of Arts in Creative Direction (MACD).
In den 2000er Jahren war Gerlach selbst Juror des red dot award. Er ist Mitglied im Vorstand des Deutschen Designer Verbands (DDV) und des Verbands Deutscher Industrie Designer (VDID).

## Auszeichnungen
Gerlach wurde international mit über siebzig Design- und Innovationspreisen ausgezeichnet.

## Veröffentlichung
- Gerlach, T. (1999). Was schweigt das bleibt oder auffallen um jeden Preis - Design und Nachhaltigkeit. In Henn, G., Schmidt-Bleek, F. (ed), Gestaltung des Unsichtbaren, Internationalen Forum für Gestaltung Ulm 1998, S. 22–24. ISBN 978-3870383138